# Senat Diepgen IV
Der Senat Diepgen IV war vom 25. Januar 1996 bis zum 9. Dezember 1999 die Landesregierung des Landes Berlin.
| Amt                                                        | Name                                               | Partei | Partei |
| ---------------------------------------------------------- | -------------------------------------------------- | ------ | ------ |
| Regierender Bürgermeister                                  | Eberhard Diepgen                                   |        | CDU    |
| Bürgermeisterin                                            | Christine Bergmann (bis 26. Oktober 1998)          |        | SPD    |
| Annette Fugmann-Heesing                                    |                                                    | SPD    |        |
| Senatorin für Arbeit, Berufliche Bildung und Frauen        | Christine Bergmann (bis 26. Oktober 1998)          |        | SPD    |
| Gabriele Schöttler (ab 12. November 1998)                  |                                                    | SPD    |        |
| Senatorin für Finanzen                                     | Annette Fugmann-Heesing                            |        | SPD    |
| Senatorin für Gesundheit und Soziales                      | Beate Hübner                                       |        | CDU    |
| Senator für Bauen, Wohnen und Verkehr                      | Jürgen Klemann                                     |        | CDU    |
| Senatorin für Justiz                                       | Lore Maria Peschel-Gutzeit (bis 13. November 1997) |        | SPD    |
| Ehrhart Körting                                            |                                                    | SPD    |        |
| Senator für Wirtschaft und Betriebe                        | Elmar Pieroth (bis 12. November 1998)              |        | CDU    |
| Wolfgang Branoner                                          |                                                    | CDU    |        |
| Senator für Wissenschaft, Forschung und Kultur             | Peter Radunski                                     |        | CDU    |
| Senator für Inneres                                        | Jörg Schönbohm (bis 12. November 1998)             |        | CDU    |
| Eckart Werthebach                                          |                                                    | CDU    |        |
| Senatorin für Schule, Jugend und Sport                     | Ingrid Stahmer                                     |        | SPD    |
| Senator für Stadtentwicklung, Umweltschutz und Technologie | Peter Strieder                                     |        | SPD    |